# Entombed (album)
Entombed è una raccolta di canzoni dell'omonima death metal band svedese. Tutti i pezzi erano già usciti precedentemente sotto forma di EP.

## Tracce
1. Out of Hand – 3:08
2. God of Thunder – 4:40
3. Black Breath – 2:29
4. Stranger Aeons – 3:26
5. Dusk – 2:41
6. Shreds of Flesh – 2:04
7. Crawl – 5:30
8. Forsaken – 3:50
9. Bitter Loss – 3:55
10. Night of the Vampire – 4:59
11. State of Emergency – 2:34
12. Vandal X – 7:39

## Formazione
- Lars-Göran Petrov - voce
- Uffe Cederlund - chitarra
- Alex Hellid - chitarra
- Lars Rosenberg - basso
- Nicke Andersson - batteria, chitarra